# Théâtre des Capucins
Het Théâtre des Capucins (Luxemburgs: Kapuzinertheater) is een theater aan de Place du Théâtre in Luxemburg-Stad in Luxemburg. 

## Geschiedenis
Het theatergebouw maakt deel uit van een voormalig klooster van de minderbroeders kapucijnen in de binnenstad van Luxemburg dat van 1623 tot 1795 in gebruik was. Nadien werd het tot 1868 gebruikt als graanopslag en bakkerij voor het garnizoen. Van 1869 tot 1964 bood het pand onderdak aan het Théâtre Municipal. Nadat in 1964 het nieuwe Théâtre Municipal de la Ville de Luxembourg of Grand Théâtre gereedkwam wordt het theater ook wel Alen theater (Oude theater) genoemd. Van 1948 tot 1981 was Josy Greisen als decorschilder aan het theater verbonden. In 1985 werd het gebouw gerenoveerd en omgedoopt tot Théâtre des Capucins. Sinds 2011 werken beide theaters samen onder de gemeenschappelijke naam Théâtres de la Ville de Luxembourg.

## Galerij

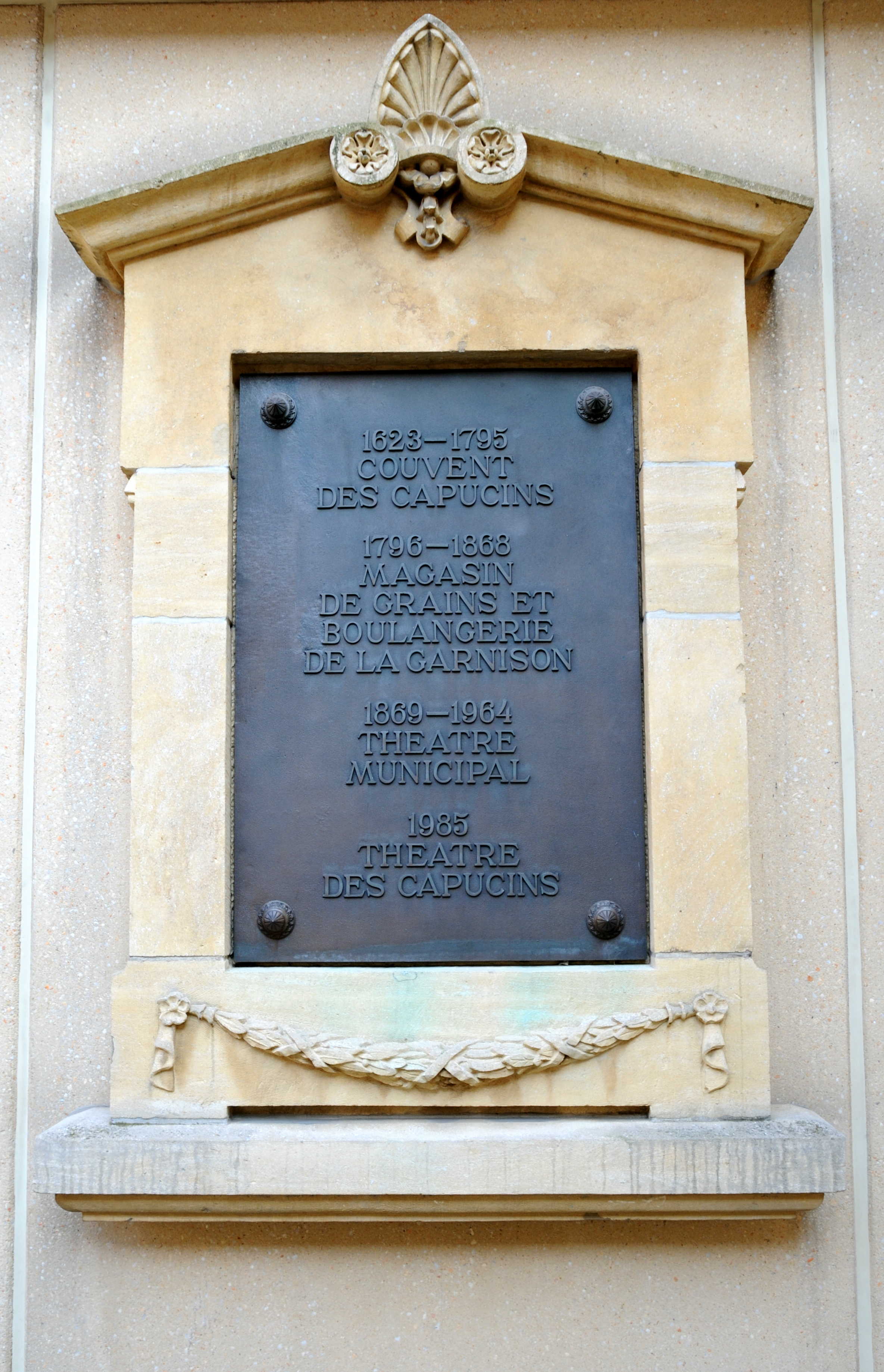
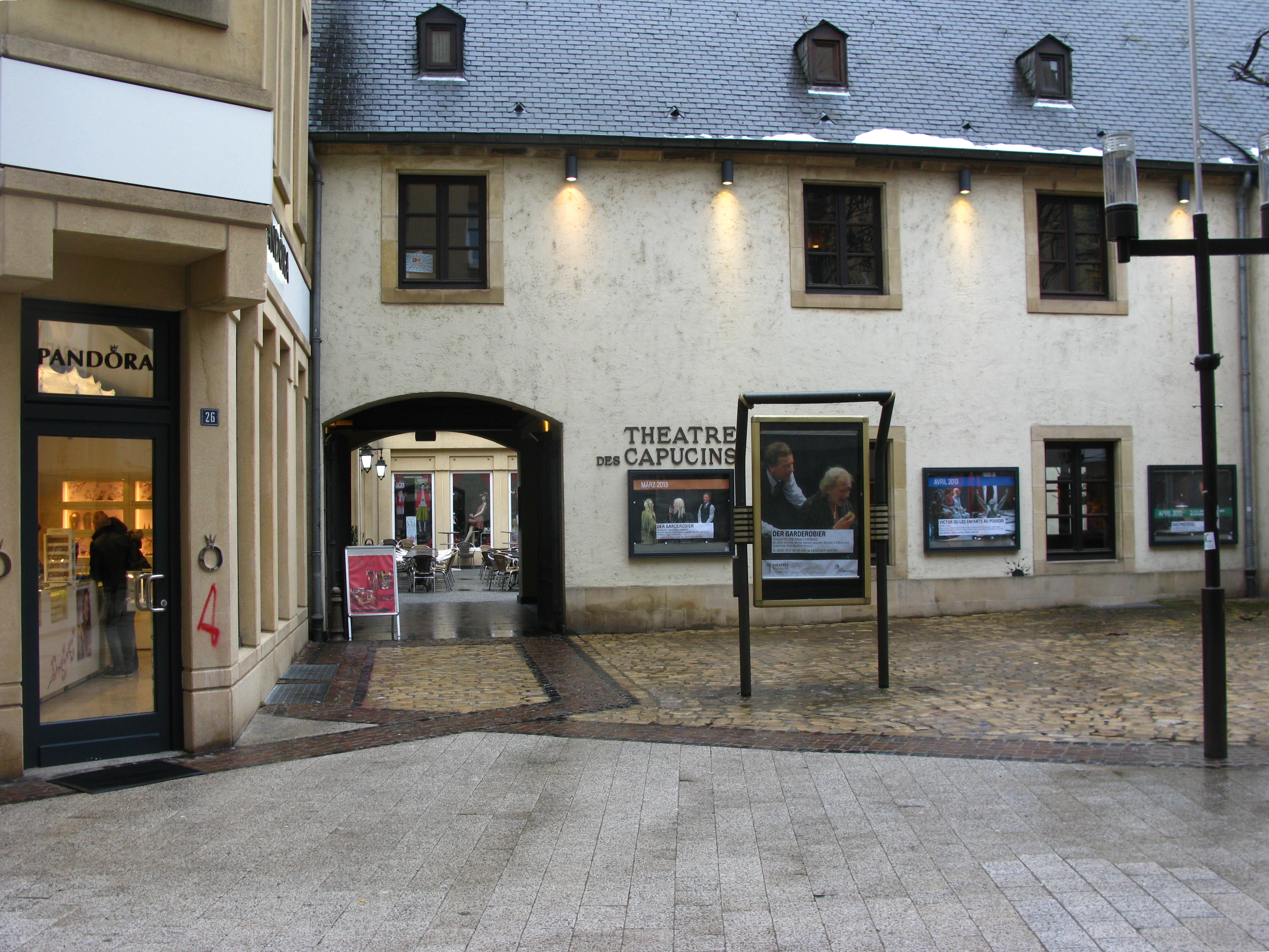
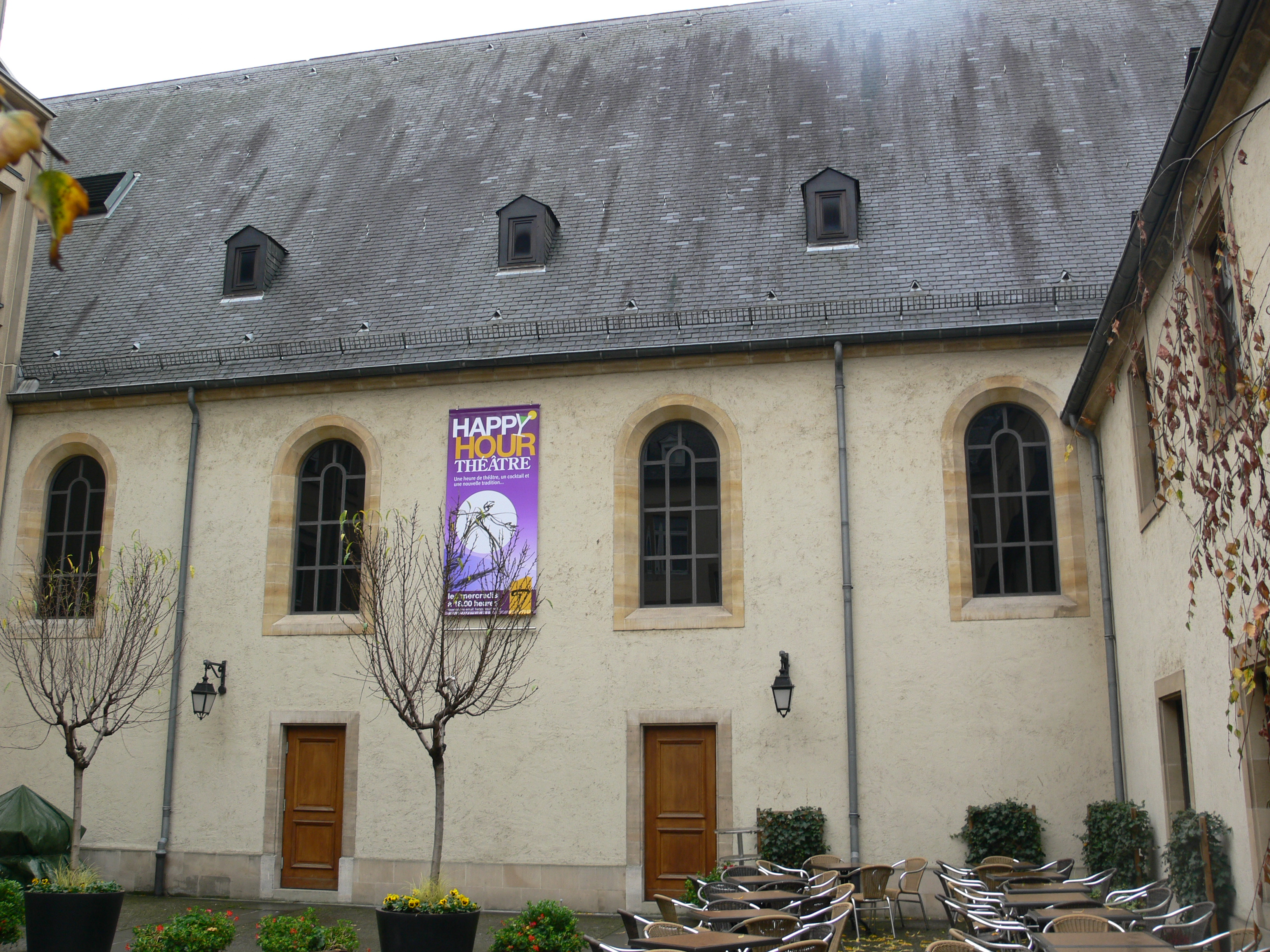